# Хуанхъ
Хуанхъ (на китайски: 黃河; на пинин: Huáng Hé, „Жълта река“) е втората по дължина река в Китай (след Яндзъ) и седмата най-дълга река в света. Дължината ѝ е 5464 km. Извира от планината Баян Хар в западната провинция Цинхай, преминава през шест други провинции и два автономни региона и се влива в Бохайския залив на Жълто море. Размерът на водосборния басейн на реката е 1900 km от запад на изток и 1100 km от север на юг, а общата му площ е около 752 хиляди квадратни километра.
Хуанхъ понякога е наричана „люлка на китайската цивилизация“, тъй като в нейния басейн, най-вече в пресичащата платото Ордос долина на река Уей, възникват първите китайски държави и в началото на китайската история точно тук се намират най-гъсто населените и процъфтяващи земи. От друга страна, честите опустошителни наводнения и промени на течението, предизвикани от постоянното издигане на речното корито, понякога дори над нивото на околните полета, е дал на реката и прозвищата „Мъката на Китай“ и „Бичът за синовете на Хан“.

## Наименование
Ранната китайска литература споменава Хуанхъ като 河 (на старокитайски *C.gˤaj), символ, който в съвременния китайски означава просто „река“. Първото споменаване на наименованието Хуанхъ (黃河; на старокитайски *N-kʷˤaŋ C.gˤaj) е в хрониката „Ханшу“, съставена по времето на династията Хан (206 г. пр.н.е. – 9 г.). То означава „Жълта река“, което е свързано с постоянния цвят на водите на реката в нейното средно и долно течение, дължащо се на пренасяните от нея льосови наноси.
С цвета на реката преди преминаването ѝ през Льосовото плато е свързано нейното древно монголско наименование Черна река. В съвременния монголски тя е наричана на монголски Хатан гол (Хатан гол, „Река царица“) във Вътрешна Монголия и Шар морон (Шар мөрөн, „Жълта река“) в Монголия. Тибетското име на реката, използвано в Цинхай, е Ма Чу (རྨ་ཆུ།, „Река на пауна“.

## Топография
Река Хуанхъ извира от планините Баян Хар в провинция Цинхай. След като напуска Тибетското плато, течението на реката последователно променя посоката си на североизток, изток и юг, заобикаляйки платото Ордос, след което реката тече на изток през Севернокитайската равнина, до вливането си в Бохайския залив.
Хуанхъ преминава през седем провинции и два автономни региона: Цинхай, Гансу, Нинся, Вътрешна Монголия, Шънси, Шанси, Хънан и Шандун. Най-големите градове по течението ѝ са Ланджоу, Инчуан, Ухай, Баотоу, Луоян, Джънджоу, Кайфън, Дзинан.
Течението на река Хуанхъ обикновено се разделя на три части, разделени условно от завоя около Ордос и навлизането в Севернокитайската равнина.

### Горно течение
Горното течение на река Хуанхъ започва от нейните извори в планината Баян Хар и стига до град Тогтох на Ордоския завой, където реката променя рязко посоката си на юг. Този участък има дължина 3472 km и площ на водосборния басейн 386 000 km², около половината от общия басейн на Хуанхъ. В рамките на участъка надморската височина на реката пада с 3496 m при среден наклон 0,10%.
Непосредствено след изворите си Хуанхъ преминава главно през пасища, блата и хълмисти местности, разположени между планините Баян Хар и Анемачен. Водите на реката са бистри, а оттокът е устойчив. Тя преминава през поредица езера, най-големи сред които за Джалин и Ълин с обем съответно 4,7 и 10,8 милиарда кубични метра. Разположени на надморска височина над 4290 m, това са двете най-големи сладководни езера в планинските части на Китай. Голяма част от тази област е включена в резервата Сандзянюен, който обхваща също изворите на двете други големи реки на Източна Азия – Яндзъ и Меконг.
Между проломите Лунян в Цинхай и Цинтун в Гансу Хуанхъ преминава през тясна долина, като от двата ѝ бряга се издигат стръмни скали. Речното корито е тясно, а средният наклон е голям, поради което течението в този участък е бързо и много турбулентно. То преминава през 20 по-тесни пролома, най-известни между които са Дзишъ, Людзя и Бапан. Характеристиките на течението в тази област я правят най-подходяща за изграждане на водноелектрически централи.
След като излиза от пролома Цинтун, реката навлиза в широките алувиални равнини Инчуан и Хътао, като по бреговете ѝ са разположени главно пустини и степи, притоците са редки, а течението е бавно. Равнината Хътао, която има дължина 900 km и ширина 30 – 50 km, в миналото е била сред най-интензивно напояваните области по течението на Хуанхъ.

### Средно течение
Средното течение на Хуанхъ обхваща частта от реката между Тогтох и Джънджоу. Тя има дължина 1206 km, водосборна област с площ 344 000 km² (46% от общия водосборен басейн на реката) и общ пад от 890 m при среден наклон 0,074%. В този участък в Хуанхъ се вливат 30 големи притока и оттокът ѝ нараства с 44%. В средното течение се образуват 92% от наносите в реката.
Този участък на Хуанхъ пресича Льосовото плато, предизвиквайки значителна ерозия. Отнасяните от реката големи количества наноси правят Хуанхъ реката с най-високо съдържание на седименти в света. Най-голямото годишно количество на отложени от нея наноси е регистрирано през 1933 година – 3,19 милиарда тона, а най-високата концентрация на седименти през 1977 година – 920 kg/m³. Наносите се отлагат в по-бавното долно течение на реката, повишавайки речното корито и създавайки известната „река над земята“.
От Тогтох до Юменкоу реката преминава през Дзиншан, поредица от тесни долини, които са подходящи за изграждане на водноелектрически централи. В долната част на долината Дзиншан се намира известния водопад Хукоу.

### Долно течение
Долното течение на Хуанхъ, от Джънджоу до морето, има дължина 786 km. Тук реката тече през Севернокитайската равнина в посока изток-североизток към Бохайския залив, като в по-голямата си част е оградена с диги. Водосборният басейн на този участък е едва 23 000 km², само 3% от общия басейн на реката, тъй като в нея се вливат малко притоци. Почти всички реки южно от Хуанхъ се вливат в река Хуай, а тези на север – в Хай. Общият пад на долното течение е 94 m при среден наклон 0,012%.
Наносите, извлечени от Льосовото плато, се отлагат по долното течение на Хуанхъ, издигайки речното корито. В продължение на 2000 години хората се борят със свързаните с този процес наводнения, като изграждат по бреговете на реката диги. С тяхна помощ в наши дни на много места речното корито е издигнато на няколко метра над окръжаващия го терен.

## Характеристики
Жълтата река се отличава с големия размер на плодородна тиня, която носи – 1,6 милиарда тона годишно на мястото, където тя се спуска от Льосовото плато. Според едно изследване, тя носи 34 kg тиня на кубичен метър на година, в сравнение с 10 за река Колорадо и 1 за Нил.
Средният отток е изчислен на 2110 m3 в секунда (32 000 за Яндзъ), с максимум от 25 000 и минимум от 245 m3 в секунда. Въпреки това от 1972 г. насам тя често пресъхва преди да достигне до морето. Ниският воден обем се дължи на увеличаването на селскостопанското напояване, което е нараснало пет пъти от 1950 г. насам. Водата, която е отклонена от реката, към 1999 г. обслужва 140 млн. души и напоява 74 000 km² земи. Делтата на Жълтата река заема 8000 km2. Въпреки това с намаляването на плодородната тиня, достигаща до морето, е установено, че тя намалява по малко всяка година от 1996 г. насам поради ерозията.
Най-големият воден обем на реката е по време на дъждовния сезон от юли до октомври, когато протича 60% от годишния обем на речното течение. Максималните разходи за напояване са между март и юни. За да се задържи излишъкът от вода за употреба, когато е необходимо и за контрол на наводненията и производство на електроенергия, по течението са изградени няколко язовира, но очакваният им експлоатационен живот е ограничен поради големите натоварвания от наноси.

## История
Жълтата река е едно от реките, които са от съществено значение за съществуването на Китай. В същото време обаче, тя е отговорна за няколко смъртоносни наводнения, включително единствените природни бедствия в писаната история, които са причинили смъртта на повече от един милион души. Най-смъртоносното наводнение е това от 1332 – 33 г., при което загиват 7 милиона души. Малко след него по брой на жертвите са наводненията от 1887 г., при което загиват от 900 000 до 2 милиона души, и няколкото последователни през 1931 г., които убиват между 1 и 4 млн. души.
Причината за наводненията е голямото количество дребнозърнест и фин льос, носен от реката от Льосовото плато, който се отлага непрекъснато по дъното на руслото. Утаяването причинява бавното образуване на естествени прегради. Тези подводни прегради са непредсказуеми и като цяло неоткриваеми. В крайна сметка, огромното количество вода трябва да си намери нов път към морето, и поема по пътя на най-малкото съпротивление. Когато това се случи, водата внезапно се разлива в ниската Севернокитайска равнина, понякога проправяйки си ново русло и наводнявайки всички земеделски земи, селища или градове по пътя си. Традиционният китайски отговор на изграждане на все по-високи и по-високи диги по бреговете понякога също допринася за големината на наводненията – когато придошлата вода пробие дигите, тя вече не може да се оттече обратно в коритото на реката, както би направила след нормално наводнение, тъй като коритото вече е издигнато по-високо от околните райони. Тези промени довеждат до постоянната промяна на устието на реката, до разстояние от 480 km, понякога достигайки океана на север от полуостров Шандун, понякога на юг от него.
Друг исторически източник за опустошителните наводнения е струпването на ледени прегради по течението във Вътрешна Монголия, с последвалото внезапно освобождаване на големите количества задържана вода. През 20 век е имало 11 големи наводнения поради тази причина, всяко от които причинява огромни загуби на човешки живот и имущество. В днешно време за разчупване на ледените прегради преди да са станали опасни, се използват експлозиви, хвърляни от самолети.
Преди появата на модерните язовири в Китай, Хуанхъ е изключително склонна към наводнения. От 2540 г. пр.н.е. до 1946 г. за нея се смята, че е причинила 1593 наводнения, променяйки руслото си съществено 26 пъти от които девет пъти – доста сериозно. Тези наводнения са включени в списъка на най-смъртоносните природни бедствия, регистрирани някога. Преди съвременните технологии за управление на бедствията, при настъпването на подобни наводнения част от населението е загивала от удавяне, но много по-голяма част е страдала впоследтвие от настъпилия глад и разпространението на болести.

### Античност
Исторически документи от периода Чунцю и епохата на династия Цин показват, че Жълтата река по това време протича значително по на север от сегашнот си русло. Тези писмени сведения показват, че след като реката премине край Луоян, тя протича по границата между провинциите Шанси и Хънан провинции, след което продължава по протежение на границата между Хъбей и Шандун преди да се влее в Бохайския залив близо до съвременния град Тиендзин. Друг ръкав на устието следва настоящия път на реката при вливането ѝ.
Реката остави тези пътища през 602 г. пр.н.е. и се измества изцяло на юг от полуостров Шандун. Саботажи на диги, канали и резервоари и целенасоченото наводняване на противниковите земи стават стандартни военни тактики по време на Периода на воюващите държави. Голямото наводнение от 11 г. съвпада с падането на краткотрайната династия Син, а това от 70 г. връща реката северно от Шандун – към мястото, където е настоящия ѝ път.

### Средновековие
През 923 г. отчаяният ляоски генерал Дуан Нин отново пробива дигите, наводнявайки 2600 km2 в неуспешен опит да защити столицата на Ляо от Тан. Подобно предложение от южносунския инженер Ли Чун (наводнения в долното течение на реката, за да се защитят централните равнини от киданите) е отхвърлено през 1020 г.: договорът от Шанюан между двете държави изрично забранява на Сун да създава нови гранични ровове или да променя речните течения.
Независимо от това, пробиви в дигите се случват доста често: този край Херлун през 1034 г. разделя руслото на в три и многократно наводнява северните райони на Дежоу и Ляочен. Сун пет години напразно се опитва да възстанови предишния път на реката – династията използва над 35 000 работници, 100 000 войника, и 220 000 t дърво и бамбук в рамките на една година, преди да се откаже от проекта през 1041 г. По-бавната река въпреки това предизвиква нов пробив край Шангу, който през 1048 г. променя мястото на главното устие на север към Тиендзин, а през 1194 г. благодарение на големите наноси блокира устието на река Хуайхъ и променя пътя ѝ.
Наводнението от 1344 г. връща Жълтата река на юг от Шандун. Династия Юан е към своя залез, а императорът използва многобройна работна ръка за изграждането на нови речни диги. Ужасните условия спомагат за последвалите бунтове, довели до издигането на власт на династията Мин. Курсът на реката се променя отново при наводнението от 1391 г., когато реката наводнява провинция Анхуей, от Кайфън да Фенян. Накрая пътят на реката е стабилизиран от евнуха Ли Цин по време на строителни проекти, последвали поредното голямо наводнение през 1494 г.
През 16 век реката причинява много нови наводнения, като например тези през 1526, 1534, 1558 и 1587 г. Всяко от тях променя долното течение на реката.
Наводнението от 1642 г. е с изкуствен произход, като е причинено от опита на минския управител на Кайфън да използва реката за унищожаване на селския бунт на Ли Жичен, чиито войски обсаждат града от шест месеца. Управителят заповядва на хората си да пробият дигите в опит да наводнят бунтовниците, но вместо това унищожава града си: за наводнението и последвалите глад и чума се смята че са погубили 300 000 души от предишното градско население от 378 000 жители. Проспериращият град е изоставен чак до възстановяването му при император Канси от династията Цин.

### Ново време
Между 1851 и 1855 г. руслото се завръща на север заради наводненията, които предизвикват Няндзюнското и Тайпинското въстание. За наводнението от 1887 г. е изчислено, че погубва между 900 хиляди и 2 милиона души, и е второто най-голямо природно бедствие в историята (без последвалия глад и епидемиите). Жълтата река, в по-малка или по-голяма степен, поема по сегашното си русло след наводнението от 1897 г.
Наводнението от 1931 г. причинява смъртта на от 1 до 4 млн. души и е природното бедствие с най-много жертви в историята (отново без да включва жертвите на глада и епидемиите).
На 9 юни 1938 г., по време на Втората китайско-японска война правителството на Чан Кайшъ пробива дигите в близост до село Хуаюанкоу в Хънан. Целта на операцията е да спре настъпващите японските войски като следва стратегията на „използване на вода вместо войници“. Наводнението от 1938 г. покрива район от 54 000 km², като отнема живота на между 500 и 900 хиляди китайци и на неизвестен брой японски войници. Наводнението възпрепятства японската армия да превземе Джънджоу на южния бряг на Хуанхъ, но не успява да ги спре да овладеят Ухан, който по това време е временно седалище на китайското правителство.

## В културата
В древността се е смятало, че Жълтата река води началото си от Небето като продължение на Млечния път. В една китайска легенда, Чжан Цзян е изпратен в търсене на извора на реката. След като плава нагоре по течението в продължение на много дни, той вижда момиче, което преде и стадо телета. Когато пита момичето къде е, тя го дарява със совалка за тъкане с упътване да я покаже на астролога Йен Чунпин. Когато Чжан се завръща, астрологът я разпознава като совалката на Тъкачката (Вега), и освен това заявява, че когато Чжан е получил совалката, той е видял скитаща звезда да преминава между Тъкачката и телетата (Алтаир).
Провинциите Хъбей и Хънан водят имената си от Жълтата река. Имената им означават съответно „на север от реката“ и „на юг от реката“.
Традиционно се смята, че китайската цивилизация възниква в басейна на Жълтата река. Китайците се отнасят към реката като „реката Майка“ и „люлката на китайската цивилизация“. По време на дългата история на Китай, Хуанхъ е считана както за благословия, така и за проклятие и е наричана едновременно „Гордостта на Китай“ (на пинин: Zhōngguóde Jiāo'ào) и „Мъката на Китай“ (на пинин: Zhōngguó Tòng).
Понякога Хуанхъ поетично е наричана Калният поток. Китайският идиом „когато Жълтата река протече чиста“ се използва за обозначаване на събитие, което никога няма да се случи.

## Водноелектрически централи
По-долу е списък на водноелектрическите централи, построени на Жълтата река, подредени в съответствие с първата си година на работа (в скоби):
- Санменкся (1960 г., Хънан)
- Саншенгун (1966 г.)
- Кинтун (1968; Кинтункся, Нинся)
- Люджиакся (1974 г., Йонджин, Гансу)
- Лиджиакся (1997 г.) (Дженцъ, Цинхай)
- Янджуокся (1975 г., Йонджин, Гансу)
- Тянджяо (1977 г.)
- Бапанкся (1980 г., Ксиджу, Ланджоу, Гансу)
- Лунянкся (1992 г., Гунхъ, Цинхай)
- Дакся (1998 г.)
- Ликся (1999 г.)
- Уанджиажъй (1999 г., Пянгуан, Шанси и Вътрешна Монголия)
- Ксиаоланди (2001 г.) (Джиюан, Хънан)
- Лаксиуа (2010 г.) (Гуйде, Цинхай)
- Янгхъ (2015 г.) (Синхай, Цинхай)
- Маердан (2016 г.) (Мачен, Цинхай)

Както е съобщено през 2000 г., 7-те най-големи водноелектрически централи (Лунянкся, Лиджиакся, Люджиакся, Янджуокся, Бапанкся, Дакся и Кинтункся) имат обща мощност от 5618 МВт.

## Мостове
Основните мостове нагоре по течението на реката:
Провинция Шандун
- Мост в Шънли
- Шосеен мост в Бинжоу
- Шосеен мост в Сункоу
- Чжуншански мост
- Цзинански мост

Провинция Хънан
- Кайфънски мост
- Мост в Джънджоу

Провинции Шанси и Хънан
- Сянменски мост
- Мост Ханчен-Юменкоу

Нинся-Хуейски автономен район
- Инчуански мост

Провинция Вътрешна Монголия
- Мост в Баотоу

Провинция Гансу
- Мост в Ланчжоу
- Мост Ланчжоу-Чжуншан

Провинция Цинхай
- Мост в Дажи
- Фериботна линия Дзалинху